# Rue Montoulieu-Saint-Jacques
La rue Montoulieu-Saint-Jacques (en occitan : carrièra de Montoliu Sant Jacme) est une voie de Toulouse, chef-lieu de la région Occitanie, dans le Midi de la France.

## Situation et accès

### Description
La rue Montoulieu-Saint-Jacques est une voie publique. Elle se trouve dans le quartier Saint-Étienne, dans le secteur 1 - Centre.
La chaussée compte une seule voie de circulation automobile à sens unique, de la place Montoulieu vers les allées Forain-François-Verdier. Elle est définie comme une zone de rencontre et la vitesse y est limitée à 20 km/h. Il n'existe pas de bande, ni de piste cyclable, quoiqu'elle soit à double-sens cyclable.

### Voies rencontrées
La rue Montoulieu-Saint-Jacques rencontre les voies suivantes, dans l'ordre des numéros croissants (« g » indique que la rue se situe à gauche, « d » à droite) :
1. Rue Ninau (g)
2. Place Montoulieu (d)
3. Impasse Saint-Jacques (g)
4. Place Saint-Jacques (g)
5. Place Geneviève-de-Galard (g)
6. Rue Saint-Jacques (g)
7. Allées Forain-François-Verdier

## Odonymie
La rue Montoulieu-Saint-Jacques tient son nom de la proximité de la porte Montoulieu et de la place du même nom. Au Moyen Âge, ensemble avec l'actuelle rue Montoulieu-Vélane, elle portait simplement le nom de rue Montoulieu : les premières mentions en remontent au milieu du XIVe siècle. Ce nom lui venait probablement d'un mont des Oliviers (mont oliu en occitan), mal identifié. Il semble que la deuxième partie de la rue Montoulieu, de la place Montoulieu à la rue Saint-Jacques, ait porté, seule, le nom de rue de Lévis au XVIIIe siècle, car elle était bordée par l'hôtel de Castagnier d'Auriac, qui appartenait alors à la famille de Lévis-Mirepoix. En 1794, pendant la Révolution française, elle fut renommée rue Pacification. En 1806, la rue retrouve son premier nom, quoique le qualificatif de Saint-Jacques lui est adjoint, à cause de la proximité de la rue Saint-Jacques.

## Histoire

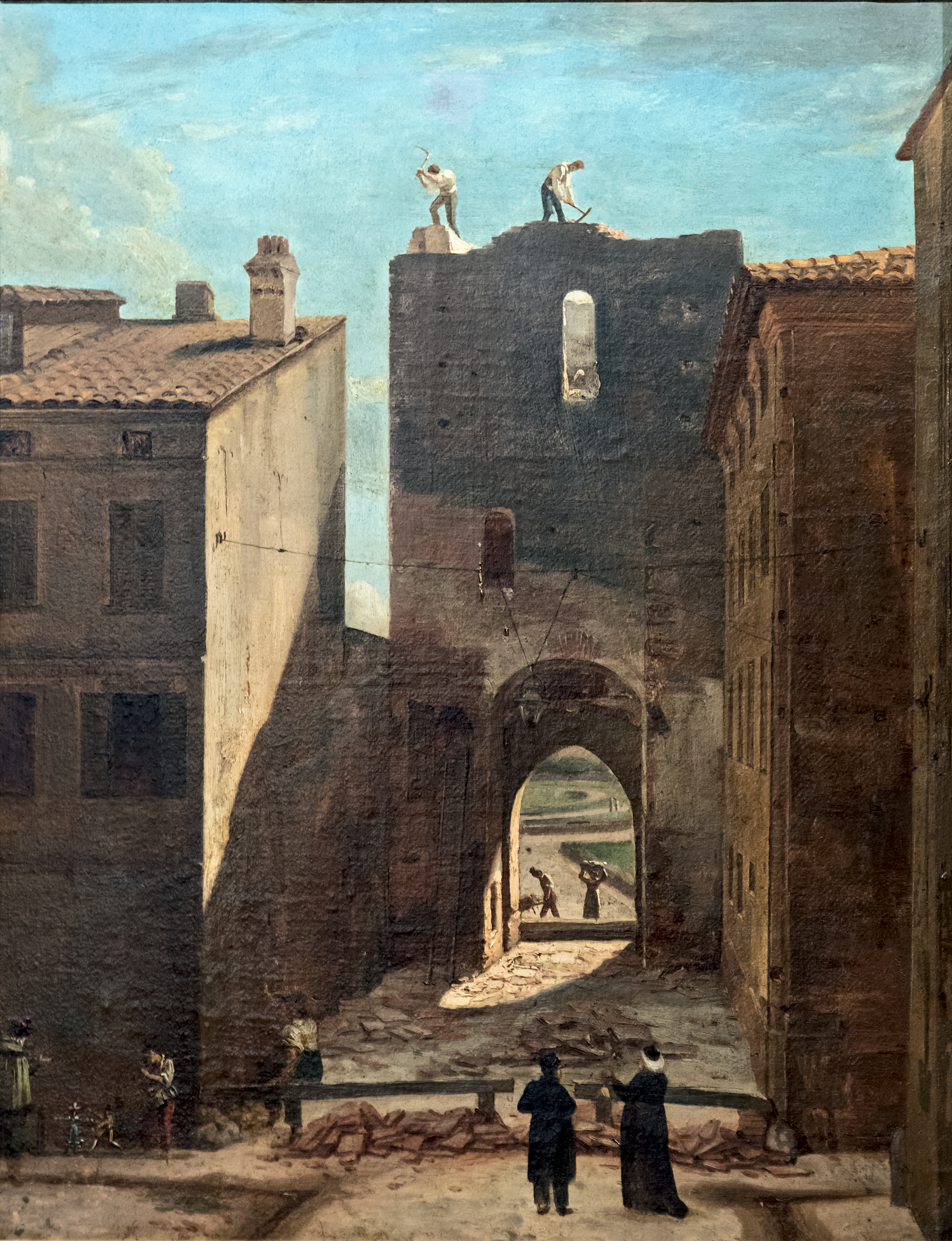
Démolition de la porte Montoulieu par Félix Saurine (1826, Musée du Vieux Toulouse.

Au Moyen Âge, la rue Montoulieu (actuelles rues Montoulieu-Vélane et Montoulieu-Saint-Jacques) appartient au capitoulat de Saint-Étienne. Elle est parallèle au rempart de la ville et au chemin des Escoussières qui le longe (actuelle rue Escoussières-Montgaillard) et permet de relier les deux principales portes au sud-est, la place et la porte Montoulieu, au sud, et le quartier canonial de Saint-Étienne, autour de la rue Saint-Jacques et de la rue de la Chanoinie (actuelle rue Sainte-Anne), au nord. Du côté est, la plupart des constructions sont de modestes bâtiments qui s'ouvrent sur le chemin des Escoussières, dénommé aussi rue de la Pujade. Du côté ouest, on trouve principalement des dépendances des maisons et des immeubles des rues voisines.
La rue s'embellit au cours des siècles suivants. Du côté ouest, deux vastes hôtels particuliers sont élevés : l'hôtel de Lestang, d'abord, construit après 1593 pour l'évêque de Lodève, Christophe de Lestang, puis l'hôtel de Castagnier d'Auriac, construit entre 1727 et 1755 pour les frères Castanier d'Auriac. En 1691, la municipalité achète, au carrefour de la rue Saint-Jacques, une maison en face de l'hôtel de Lestang, pour créer une place (actuelle place Saint-Jacques) devant la grande façade de cet hôtel, où loge alors Thomas-Alexandre de Morant, premier président au Parlement de 1687 à 1710.
Au XIXe siècle, la rue Montoulieu-Saint-Jacques et la place Saint-Jacques sont agrandies par la démolition des maisons qui s'appuient encore contre le rempart. Ce dernier est à son tour abattu et la rue est prolongée jusqu'aux allées Saint-Étienne (actuelles allées Forain-François-Verdier). Entre 1863 et 1868, sur l'ancien terrain des fortifications et des fossés de la ville est construit, sur les plans du capitaine du génie Félix Bonnal, un palais pour servir de résidence au maréchal Adolphe Niel, commandant le 6e Corps d'armée.

## Patrimoine et lieux d'intérêt
- no  1 : hôtel de Castagnier d'Auriac (ou de Lostanges) ; consulat du Japon.  Inscrit MH (2005, façades et toitures, cages et escaliers monumentaux)[6]. 
L'hôtel particulier est construit, probablement entre 1727 et 1755, pour les frères François II et Guillaume V Castanier d'Auriac, entre la rue Ninau, la rue Montoulieu-Saint-Jacques et l'impasse Saint-Jacques. Il est vendu en 1854 par Louis de Lévis à Laffitte-Pelleport, qui le revend quatre ans plus tard au marquis de Lostanges-Béduer[7]. Dans la première moitié du XXe siècle, l'hôtel est habité par Léon Jammes[8]. L'hôtel abrite aujourd'hui le consulat honoraire du Japon. 
L'édifice comporte trois corps de bâtiments en U autour d'une cour centrale, fermée du côté de la rue Ninau par un mur de clôture percé d'un portail. Les différents niveaux sont de hauteur décroissante et sont séparés par un cordon de brique. Au rez-de-chaussée, les portes-fenêtres sont en plein-cintre et sont ornées de mascarons. Aux étages, les fenêtres sont segmentaires et dotées de garde-corps en fer forgé. Le corps de bâtiment en fond de cour se distingue par son élévation symétrique : les trois travées centrales forment un avant-corps en saillie, couronné d'un fronton triangulaire orné d'armoiries sculptées dans la pierre. Durant la première moitié du XIXe siècle, l'aménagement intérieur de l'hôtel est mis au goût du jour, avec un décor néo-classique remarquable : les plafonds et les cheminées sont moulurées et décorés de victoires aillées, de palmettes, de pilastres et de chapiteaux[9].

- no  2 : palais Niel (1863-1868)[10].

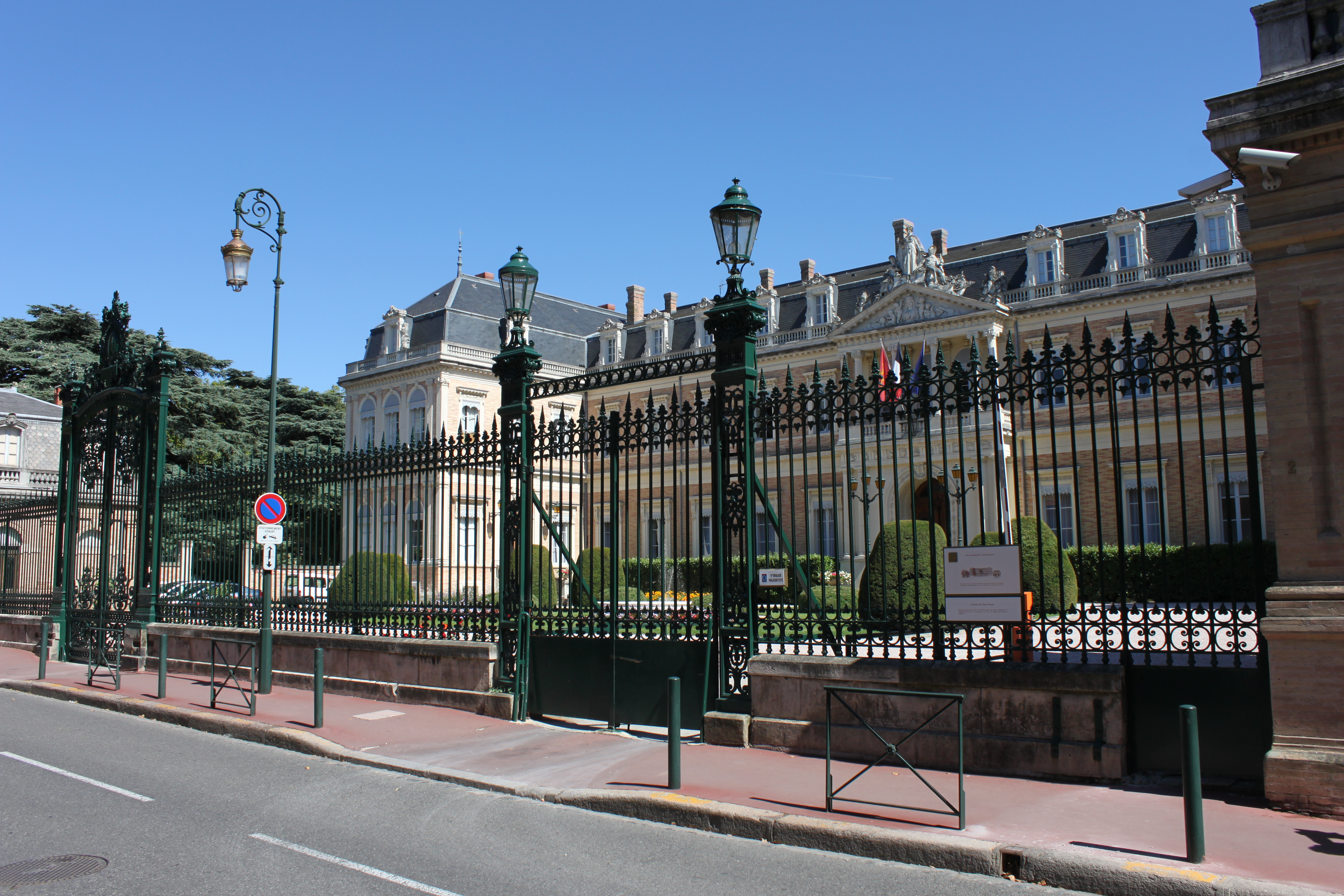
La grille du palais Niel sur la rue Saint-Jacques.
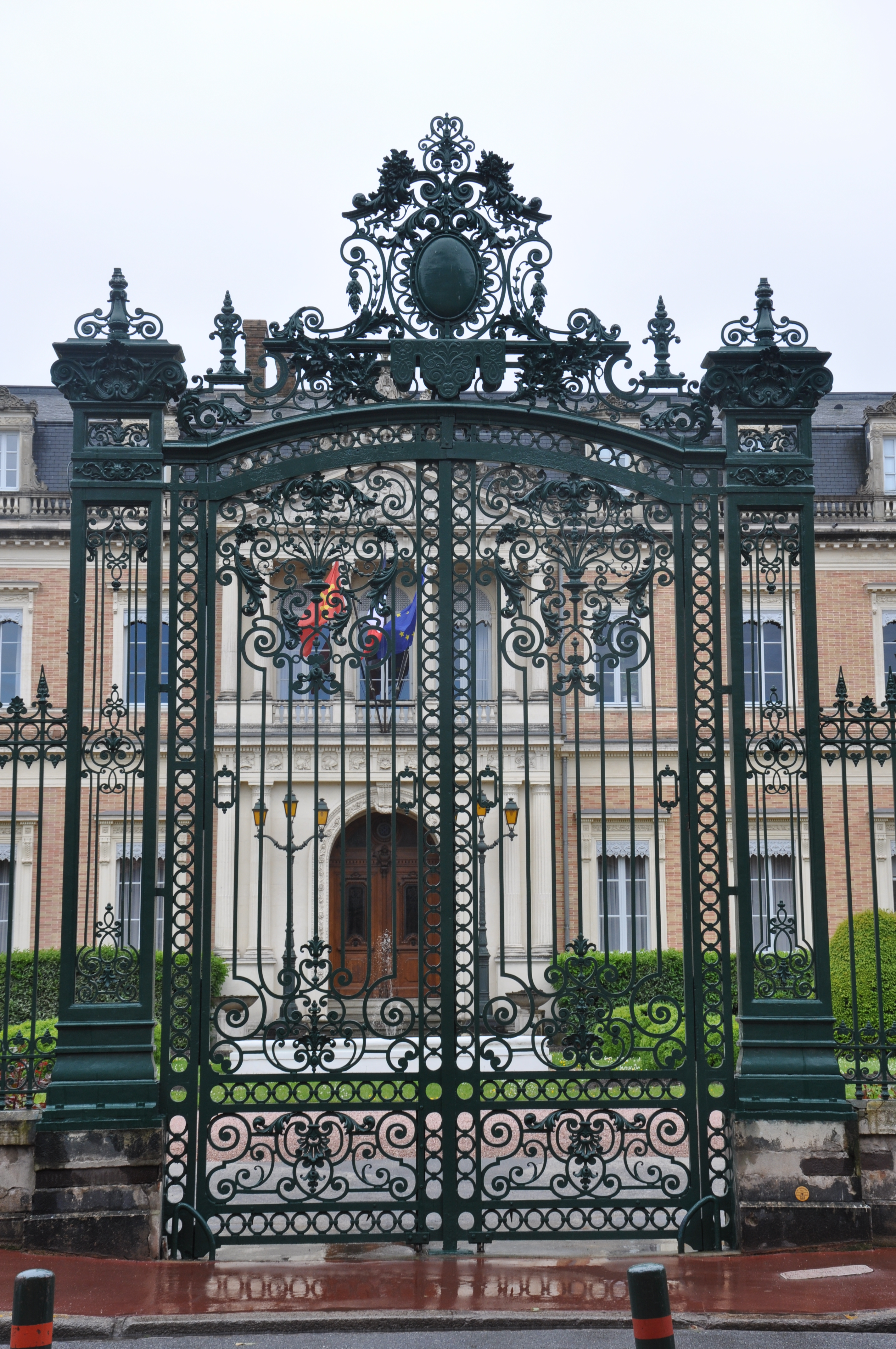
Détail de la grille du palais Niel.
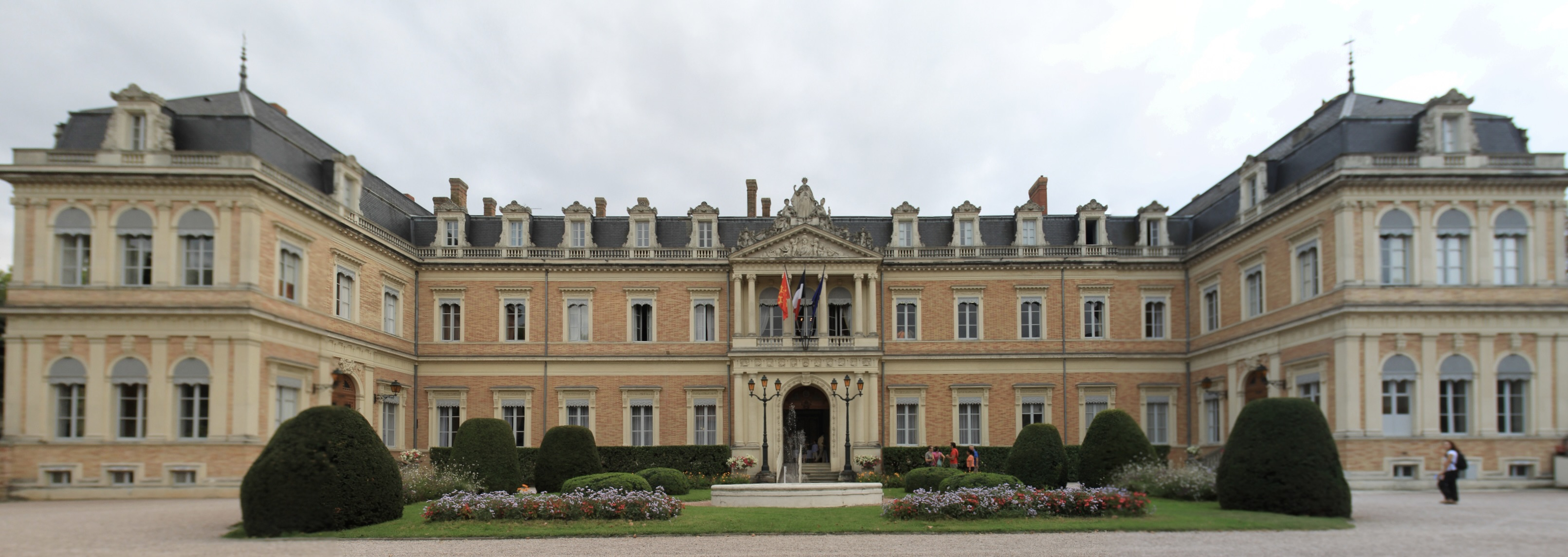
Façade principale du palais Niel.